# Hemidactylus bayonii
Hemidactylus bayonii là một loài thằn lằn trong họ Gekkonidae. Loài này được Bocage mô tả khoa học đầu tiên năm 1893.